# Božidar Božilov
Božidar Božilov (Varna, 5 aprile 1923 – Sofia, 13 gennaio 2006) è stato un poeta, pubblicista, traduttore, critico letterario e drammaturgo bulgaro.

## Biografia
Nacque a Varna il 5 aprile 1923. Si diplomò al ginnasio nella sua città natale. Studiò quindi giurisprudenza e medicina, laureandosi in giurisprudenza all'Università di Sofia.
Divenne membro del Lega dei giovani lavoratori nel 1940 e del Partito Comunista Bulgaro nel 1944.
Le sue poesie uscirono per la prima volta sul giornale Завой (Zavoj) di Varna (1939-1941).
A 16 anni, nel 1939, pubblicò una raccolta di poesie e poesie Трета класа (Treta klasa, "Terza classe"), in cui esprimeva la sua insoddisfazione per la situazione storica e la sua simpatia per il popolo.
Dapprima lavorò come redattore nella stampa periodica e, dopo il 9 settembre 1944, nella redazione letteraria di Radio Sofia.
Fu membro del Consiglio di amministrazione dell'Unione degli scrittori bulgari dal 6 luglio 1962 al 18 dicembre 1984.
Fu redattore capo della rivista Пламък (Plamăk, "La fiamma") dal 14 giugno 1966 al gennaio del 1970.
Fu professore onorario e visiting professor all'Università dell'Iowa nel 1976.
Dal 6 giugno 1974 divenne vicepresidente dell'Unione dei traduttori bulgari, poi primo vicepresidente dal 5 giugno 1979 al 10 marzo 1989. Fu Redattore capo del giornale Радио преглед (Radio pregled), della rivista Литературен фронт (Literaturen front) dal 8 giugno 1972 al 1973, direttore del dipartimento di poesia della casa editrice Български писател (Bălgarski pisatel), direttore della casa editrice Народна култура (Narodna kultura) dal 1973 all'aprile del 1980, caporedattore di Пулс (Puls) dal 1980 al maggio del 1984, caporedattore del giornale Факел (Fakel) dal 15 maggio 1984 al 1996.
Morì il 13 gennaio 2006 a Sofia.

## Attività letteraria
Fu autore di oltre 50 libri con poesie, storie, critiche, opere teatrali e traduzioni.
I suoi libri sono stati tradotti in russo, inglese, italiano, hindi, arabo e molte altre lingue.
Compilò un'antologia della poesia bulgara in inglese. Tradusse William Shakespeare e William Meredith. Fu uno dei compilatori dell'antologia della nuova poesia greca in 2 volumi (1960) e fu traduttore di poeti greci e russi. Fu compilatore dell'antologia Докато обичам – поетеси от цял свят за любовта (Dokato običam - poetesi ot cjal svjat za ljuvosta), una raccolta di poesie sull'amore da autori di tutto il mondo (1982) e di Георги Михайлов. Избрани преводи (Georgi Mihajlov. Izbrani prevodi, "Georgi Mihajlov. Traduzioni scelte") (1976).

## Riconoscimenti
Lo Stato gli conferì il Premio Dimitrov nel 1951 e nel 1975 fu insignito del titolo di Lavoratore nazionale dell'arte e della cultura. 

## Opere
- Трета класа (Treta klasa, "Terza classe") – versi e poemi (1939)
- Извън времето (Izbăn vremeto) – poema (1942)
- Разказ за любовта (Razkaz za ljubosta) – poema lirico (1942)
- Стихотворения (Stihotvorenija) (1948)
- Агитатор (Agitator) – raccolta di versi (1950)
- Димитров (Dimitrov) – poema (1950)
- Любов и омраза (Ljubov i ompaza) – raccolta di versi (1951)
- Венец пред саркофага на Сталин (Venec pred sarkofaga na Stalin) (1953)
- Под знамето (Pod znameto) – raccolta di versi (1954)
- За правда и свобода (Za pravda i svoboda, "Per la verità e la libertà") – raccolta di versi (1955)
- Стадион (Stadion) – versi e poemi (1955)
- Ямбически новели (Jambičeski noveli) (1955)
- С ракета „LZ“ на луната (S raketa LZ na lunata, "Con il razzo LZ sulla luna") – romanzo fantascientifico (1956)
- Суворовец и нахимовец (Suvorovec i nahimovec) – composizione in versi per bambini (1956)
- Лирика (Lirika) (1957)
- Добри и весели другари (Dobri i veseli drugari) – composizione in versi per bambini (1958)
- Южни стихове (Južin stihove) (1959)
- Войнишка кръв (Vojniška krăv, "Il sangue del soldato") – versi (1959)
- Исторически поеми (Istoričeski poemi, "Poemi storici") (1960)
- Варненски въздух (Varnenski văzduh, "Aria di Varna") – versi (1961)
- Четвъртото измерение (Četvărtoto izmerenie) – composizione in versi (1961)
- И дъх на бензин (I dăh na benzin) – racconto (1962)
- Стихове (Stihove, "Versi") (1962)
- Каталог на чувствата (Katalog na čuvstata, "Catalogo di sentimenti") – composizione in versi (1963)
- Мъжествен ритъм (Măžestven rităm) – versi (1964)
- Пробният брак на Ани (Probinjat brak na Ani) – canzone (1964)
- Посещение в миналото (Poseštenie v minaloto) – canzone (1964)
- Пролетна поезия (Proletna poezija) – composizione in versi (1965)
- Празник (Praznik) – lirica (1966)
- Бреговете на любовта (Bregovete na ljubosta) – canzone (1966)
- Доктор Донкин (Doktor Donkin) – canzone (1964)
- Специален кореспондент (Specialen korespondent, "Inviato speciale") – romanzo-reportage (1966)
- Лиричен роман (Liričen roman, "Romanzo lirico") – antologia di composizioni in versi (1967)
- Образи и чувства (Obrazi i čuvstva, "Immagini e sentimenti") – composizione in versi (1968)
- Поезия (Poezija) – libro in versi (1968)
- Без лице (Bez lice, "Senza volto") – dramma (1969)
- Горди оди (Gordi odi) – lirica (1969)
- Звънете ми на телефон... (Zvănete mi na telefon..., "Chiamatemi al telefono") – canzone (1970)
- Море (More, "Mare") – lirica marina (1970)
- Лесни песни (Lesin pesin, "Canti dei boschi") (1973)
- Американска тетрадка на Божидар Божилов (Amerikanska tetradka na Božidar Božilov) – versi (1976)
- Поети отблизо (Poeti otblizo) – raccolta di saggi e articoli (1976)